# Unione Sportiva Esperia 2023-2024
Questa voce raccoglie le informazioni riguardanti l'Unione Sportiva Esperia nelle competizioni ufficiali della stagione 2023-2024.

## Stagione
Nella stagione 2023-24 l'Unione Sportiva Esperia assume la denominazione sponsorizzata di Cremonaufficio Esperia Cremona.
Partecipa per la sesta volta, la terza consecutiva, al campionato di Serie A2 terminando il girone B della regular season al secondo posto in classifica; nella pool promozione giunge al settimo posto in classifica, mancando la qualificazione ai play-off promozione.
A seguito del terzo posto in classifica al termine del girone di andata, si qualifica per la Coppa Italia di Serie A2 dove viene eliminata nei quarti di finale dalla Futura Giovani.

## Organigramma societario
Area direttiva
- Presidente: Silvio Sassano
- Direttore generale: Tiziano Nerviani

Area tecnica
- Allenatore: Marco Zanelli
- Allenatore in seconda: Michele Lucherini
- Scout Man: Simone Rebessi

Area sanitaria
- Medico: Giorgio Buccellati
- Preparatore atletico: Daniel Gotti
- Fisioterapista: Cristian Carubelli , Elena Valcarenghi

## Rosa
| N° | Nome               | Ruolo | Data di nascita  | Nazionalità sportiva |
| -- | ------------------ | ----- | ---------------- | -------------------- |
| 12 | Sofia Caccialanza  | L     | 26 luglio 2006   | Italia               |
| 1  | Veronica Taborelli | O     | 22 marzo 1994    | Italia               |
| 2  | Nicole Gamba       | L     | 2 giugno 1998    | Italia               |
| 3  | Beatrice Balconati | P     | 6 marzo 2004     | Italia               |
| 5  | Matilde Munarini   | C     | 3 giugno 2004    | Italia               |
| 6  | Jasmine Rossini    | S     | 17 giugno 1992   | Italia               |
| 7  | Sofia Ferrarini    | C     | 2 giugno 2001    | Italia               |
| 8  | Anna Piovesan      | S     | 27 marzo 2004    | Italia               |
| 10 | Giorgia Coveccia   | S     | 10 gennaio 2004  | Italia               |
| 11 | Sofia Turlà        | P     | 3 febbraio 1998  | Italia               |
| 13 | Chiara Landucci    | C     | 22 maggio 2002   | Italia               |
| 15 | Rebecca Scialanca  | L     | 29 maggio 2005   | Italia               |
| 16 | Aurora Zorzetto    | S     | 1º febbraio 2003 | Italia               |
| 18 | Sofia Felappi      | O     | 18 dicembre 2003 | Italia               |

## Mercato
| Acquisti | Acquisti           | Acquisti          | Acquisti   |
| R.       | Nome               | da                | Modalità   |
| -------- | ------------------ | ----------------- | ---------- |
| S        | Giorgia Coveccia   | Volta             | definitivo |
| O        | Sofia Felappi      | Gorle             | definitivo |
| L        | Nicole Gamba       | Savino Del Bene   | definitivo |
| C        | Matilde Munarini   | Millenium Brescia | definitivo |
| L        | Rebecca Scialanca  | Bergamo 1991      | definitivo |
| O        | Veronica Taborelli | Talmassons        | definitivo |
| P        | Sofia Turlà        | Bergamo 1991      | definitivo |
| S        | Aurora Zorzetto    | Millenium Brescia | definitivo |

| Cessioni | Cessioni            | Cessioni         | Cessioni   |
| R.       | Nome                | a                | Modalità   |
| -------- | ------------------- | ---------------- | ---------- |
| S        | Simona Buffo        | Soverato         | definitivo |
| S        | Cristina Coppi      | -                | ritirata   |
| O        | Marina Giacomello   | Adolfo Consolini | definitivo |
| O        | Kadi Kullerkann     | Târgoviște       | definitivo |
| C        | Liis Kullerkann     | Rae              | definitivo |
| P        | Ludovica Mennecozzi | BAS Białystok    | definitivo |
| L        | Patrizia Zampedri   | Ostiano          | definitivo |

## Risultati

### Serie A2

#### Girone di andata
| 1ª Giornata - 9 ottobre 2023 Palasport Da Copertino, Lecce | Melendugno          | 1 - 3 | Esperia              | 15-25, 16-25, 27-25, 16-25        |
| 2ª Giornata - 15 ottobre 2023 PalaRadi, Cremona            | Esperia             | 2 - 3 | Helvia Recina        | 25-15, 14-25, 19-25, 25-21, 12-15 |
| 3ª Giornata - 22 ottobre 2023 Geopalace, Olbia             | Hermaea             | 0 - 3 | Esperia              | 23-25, 20-25, 22-25               |
| 4ª Giornata - 29 ottobre 2023 PalaRadi, Cremona            | Esperia             | 1 - 3 | Adolfo Consolini     | 25-22, 24-26, 16-25, 23-25        |
| 5ª Giornata - 1º novembre 2023 PalaManera, Mondovì         | Mondovì             | 0 - 3 | Esperia              | 26-28, 23-25, 21-25               |
| 6ª Giornata - 5 novembre 2023 PalaCoim, Offanengo          | Offanengo           | 1 - 3 | Esperia              | 25-18, 20-25, 15-25, 22-25        |
| 7ª Giornata - 11 novembre 2023 PalaRadi, Cremona           | Esperia             | 3 - 1 | Lecco Picco          | 25-13, 16-25, 25-20, 25-22        |
| 8ª Giornata - 18 novembre 2023 PalaRadi, Cremona           | Esperia             | 3 - 1 | Vallecamonica Sebino | 25-18, 21-25, 25-22, 26-24        |
| 9ª Giornata - 22 novembre 2023 PalaFerroli, San Bonifacio  | Montecchio Maggiore | 3 - 2 | Esperia              | 11-25, 25-20, 19-25, 25-22, 15-10 |

#### Girone di ritorno
| 10ª Giornata - 26 novembre 2023 PalaCoim, Offanengo                               | Esperia              | 3 - 1 | Melendugno          | 25-20, 20-25, 25-13, 25-14        |
| 11ª Giornata - 3 dicembre 2023 PalaFontescodella, Macerata                        | Helvia Recina        | 3 - 1 | Esperia             | 25-19, 23-25, 25-11, 25-19        |
| 12ª Giornata - 9 dicembre 2023 PalaRadi, Cremona                                  | Esperia              | 3 - 1 | Hermaea             | 25-14, 20-25, 25-18, 25-12        |
| 13ª Giornata - 17 dicembre 2023 Palazzetto dello Sport, San Giovanni in Marignano | Adolfo Consolini     | 0 - 3 | Esperia             | 27-29, 25-27, 20-25               |
| 14ª Giornata - 23 dicembre 2023 PalaRadi, Cremona                                 | Esperia              | 3 - 0 | Mondovì             | 25-22, 25-19, 25-20               |
| 15ª Giornata - 26 dicembre 2023 PalaRadi, Cremona                                 | Esperia              | 3 - 0 | Offanengo           | 25-17, 32-30, 25-20               |
| 16ª Giornata - 7 gennaio 2024 PalaBione, Lecco                                    | Lecco Picco          | 2 - 3 | Esperia             | 26-24, 28-26, 16-25, 25-27, 10-15 |
| 17ª Giornata - 14 gennaio 2024 Pala CBL, Costa Volpino                            | Vallecamonica Sebino | 1 - 3 | Esperia             | 22-25, 25-23, 21-25, 15-25        |
| 18ª Giornata - 21 gennaio 2024 PalaRadi, Cremona                                  | Esperia              | 3 - 1 | Montecchio Maggiore | 25-15, 20-25, 25-16, 25-15        |

#### Pool promozione
| 1ª Giornata - 27 gennaio 2024 Palazzetto dello Sport, Lignano Sabbiadoro | Talmassons            | 3 - 2 | Esperia               | 25-22, 25-20, 23-25, 21-25, 19-17 |
| 2ª Giornata - 3 febbraio 2024 PalaRadi, Cremona                          | Esperia               | 1 - 3 | Sant'Anna             | 25-22, 20-25, 11-25, 22-25        |
| 3ª Giornata - 10 febbraio 2024 PalaEvangelisti, Perugia                  | Wealth Planet Perugia | 3 - 0 | Esperia               | 25-15, 25-23, 25-21               |
| 4ª Giornata - 14 febbraio 2024 PalaBorsani, Castellanza                  | Futura Giovani        | 3 - 0 | Esperia               | 25-12, 25-23, 25-19               |
| 5ª Giornata - 25 febbraio 2024 PalaRadi, Cremona                         | Esperia               | 2 - 3 | Alba                  | 20-25, 19-25, 30-28, 25-23, 14-16 |
| 6ª Giornata - 2 marzo 2024 PalaRadi, Cremona                             | Esperia               | 1 - 3 | Talmassons            | 14-25, 29-27, 23-25, 19-25        |
| 7ª Giornata - 10 marzo 2024 PalaRescifina, Messina                       | Sant'Anna             | 3 - 0 | Esperia               | 25-19, 25-19, 25-19               |
| 8ª Giornata - 17 marzo 2024 PalaRadi, Cremona                            | Esperia               | 0 - 3 | Wealth Planet Perugia | 20-25, 11-25, 17-25               |
| 9ª Giornata - 23 marzo 2024 PalaRadi, Cremona                            | Esperia               | 3 - 2 | Futura Giovani        | 20-25, 25-21, 16-25, 26-24, 15-9  |
| 10ª Giornata - 30 marzo 2024 PalaFrancescucci, Casnate con Bernate       | Alba                  | 3 - 0 | Esperia               | 25-19, 25-14, 25-14               |

### Coppa Italia di Serie A2
| Quarti di finale - 10 gennaio 2024 PalaBorsani, Castellanza | Futura Giovani | 3 - 0 | Esperia | 25-20, 25-15, 25-18 |

## Statistiche

### Statistiche di squadra
| Competizione             | Punti | In casa | In casa | In casa | In trasferta | In trasferta | In trasferta | Totale | Totale | Totale |
| Competizione             | Punti | G       | V       | P       | G            | V            | P            | G      | V      | P      |
| ------------------------ | ----- | ------- | ------- | ------- | ------------ | ------------ | ------------ | ------ | ------ | ------ |
| Serie A2                 | 47    | 14      | 8       | 6       | 14           | 7            | 7            | 28     | 15     | 13     |
| Coppa Italia di Serie A2 |       | 0       | 0       | 0       | 1            | 0            | 1            | 1      | 0      | 1      |
| Totale                   | -     | 14      | 8       | 6       | 15           | 7            | 8            | 29     | 15     | 14     |

G = partite giocate; V = partite vinte; P = partite perse 

### Statistiche dei giocatori
| Giocatore      | Serie A2 | Serie A2 | Serie A2 | Serie A2 | Serie A2 | Coppa Italia di Serie A2 | Coppa Italia di Serie A2 | Coppa Italia di Serie A2 | Coppa Italia di Serie A2 | Coppa Italia di Serie A2 | Totale | Totale | Totale | Totale | Totale |
| Giocatore      | P        | PT       | AV       | MV       | BV       | P                        | PT                       | AV                       | MV                       | BV                       | P      | PT     | AV     | MV     | BV     |
| -------------- | -------- | -------- | -------- | -------- | -------- | ------------------------ | ------------------------ | ------------------------ | ------------------------ | ------------------------ | ------ | ------ | ------ | ------ | ------ |
| B. Balconati   | 22       | 13       | 6        | 3        | 4        | 1                        | 0                        | 0                        | 0                        | 0                        | 23     | 13     | 6      | 3      | 4      |
| S. Caccialanza | 0        | 0        | 0        | 0        | 0        | -                        | -                        | -                        | -                        | -                        | 0      | 0      | 0      | 0      | 0      |
| G. Coveccia    | 24       | 18       | 11       | 0        | 7        | 1                        | 0                        | 0                        | 0                        | 0                        | 25     | 18     | 11     | 0      | 7      |
| S. Felappi     | 17       | 22       | 19       | 1        | 2        | 1                        | 1                        | 1                        | 0                        | 0                        | 18     | 23     | 20     | 1      | 2      |
| S. Ferrarini   | 25       | 208      | 147      | 50       | 11       | 1                        | 9                        | 6                        | 1                        | 2                        | 26     | 217    | 153    | 51     | 13     |
| N. Gamba       | 26       | 0        | 0        | 0        | 0        | 1                        | 0                        | 0                        | 0                        | 0                        | 27     | 0      | 0      | 0      | 0      |
| C. Landucci    | 15       | 41       | 21       | 18       | 2        | 0                        | 0                        | 0                        | 0                        | 0                        | 15     | 41     | 21     | 18     | 2      |
| M. Munarini    | 28       | 214      | 122      | 77       | 15       | 1                        | 3                        | 2                        | 1                        | 0                        | 29     | 217    | 124    | 78     | 15     |
| A. Piovesan    | 28       | 380      | 313      | 49       | 18       | 1                        | 9                        | 9                        | 0                        | 0                        | 29     | 389    | 322    | 49     | 18     |
| J. Rossini     | 28       | 251      | 221      | 15       | 15       | 1                        | 5                        | 4                        | 1                        | 0                        | 29     | 256    | 225    | 16     | 15     |
| R. Scialanca   | 0        | 0        | 0        | 0        | 0        | -                        | -                        | -                        | -                        | -                        | 0      | 0      | 0      | 0      | 0      |
| V. Taborelli   | 28       | 483      | 415      | 27       | 41       | 1                        | 11                       | 10                       | 1                        | 0                        | 29     | 494    | 425    | 28     | 41     |
| S. Turlà       | 20       | 62       | 35       | 18       | 9        | 1                        | 2                        | 2                        | 0                        | 0                        | 21     | 64     | 37     | 18     | 9      |
| A. Zorzetto    | 19       | 18       | 16       | 0        | 2        | 1                        | 0                        | 0                        | 0                        | 0                        | 20     | 18     | 16     | 0      | 2      |

P = presenze; PT = punti totali; AV = attacchi vincenti; MV = muri vincenti; BV = battute vincenti